# Alexis Bœuf
Alexis Bœuf (Chambéry, 4 maart 1986) is een Franse biatleet en langlaufer.

## Carrière
Bij zijn debuut in de wereldbeker biatlon, in februari 2008 in Pyeongchang, scoorde Bœuf direct zijn eerste wereldbekerpunten. In januari 2010 stond de Fransman in Antholz voor de eerste maal in zijn carrière op het podium van een wereldbekerwedstrijd. Bœuf was lid van het Franse team tijdens de Olympische Winterspelen 2010 in Vancouver, maar kwam niet in actie. 
In december 2010 maakte Bœuf in Davos zijn debuut in de wereldbeker langlaufen, hij scoorde direct zijn eerste wereldbekerpunten. De Fransman boekte zijn eerste wereldbekerzege tijdens de wereldbeker biatlon in februari 2011 in Presque Isle. In Oslo nam hij deel aan de wereldkampioenschappen langlaufen 2011, op dit toernooi eindigde hij als vijfendertigste op de sprint. Tijdens de wereldkampioenschappen biatlon 2011 in Chanty-Mansiejsk eindigde Bœuf als zeventigste op de 10 kilometer sprint, samen met Vincent Jay, Simon en Martin Fourcade eindigde hij als twaalfde op de 4x7,5 kilometer estafette. Op de gemengde estafette veroverde hij samen met Marie-Laure Brunet, Marie Dorin en Martin Fourcade de bronzen medaille.

## Resultaten

### Biatlon

#### Wereldkampioenschappen
| Jaar | Plaats           | Resultaten                                                                             |
| ---- | ---------------- | -------------------------------------------------------------------------------------- |
| 2011 | Chanty-Mansiejsk | DNF 20 km individueel · 70e 10 km sprint · 12e 4x7,5 km estafette · Gemengde estafette |

#### Wereldbeker
Eindklasseringen
| Seizoen   | Algemeen | Individueel | Sprint | Achtervolging | Massastart |
| --------- | -------- | ----------- | ------ | ------------- | ---------- |
| 2007/2008 | 76e      |             |        |               |            |
| 2008/2009 | 82e      |             |        |               |            |
| 2009/2010 | 53e      |             |        |               |            |
| 2010/2011 | 18e      |             |        |               |            |

Wereldbekerzeges
| Nr. | Datum           | Plaats       | Discipline            |
| --- | --------------- | ------------ | --------------------- |
| 1.  | 6 februari 2011 | Presque Isle | 12,5 km achtervolging |

### Langlaufen

#### Wereldkampioenschappen
| Jaar | Plaats | Resultaten               |
| ---- | ------ | ------------------------ |
| 2011 | Oslo   | 35e Sprint (vrije stijl) |

#### Wereldbeker

##### Eindklasseringen
| Seizoen   | Algm | DI | SP  | TdS |
| --------- | ---- | -- | --- | --- |
| 2010/2011 | 141e | -  | 84e | -   |